# Engineering Division XCO-6
Engineering Division XCO-6 là một loại máy bay thám sát hai tầng cánh của Hoa Kỳ do Engineering Division thuộc Lục quân Hoa Kỳ thiết kế chế tạo.

## Biến thể
XCO-6
XCO-6A
XCO-6B
XCO-6C